# Mudgal
Mudgal (en kannada: ಮುದಗಲ್) és un panchayat town a la taluka de Lingsugur (districte de Raichur) a l'estat de Karnataka. Mudgal es troba a uns 15 km al sud-oest de Lingsugur. Hi ha una antiga església jesuïta d'abans de 1557. Els temples principals són els d'Aswathhanarayana, Venkatesha, Narasimha i Didderayah. Al cens del 2001 Mudgal comptava amb una població de 19.117 habitants. La fortalesa de Mudgal, una de les més importants de l'estat de Karnataka, formava la principal defensa entre els rius Krishna i Tungabhadra juntament amb Raichur (o Raychur) i fou disputada durant segles entre Vijayanagar i els sultans del Dècan.
La fortalesa existia almenys en el temps dels Yadaves de Deogiri (Daulatabad) i dels Kakatiyes de Warangal, i es sospita que fou construïda pels primers. Després de la conquesta de Dawlatabad el 1295, els sultans de Delhi es van interessar per la seva conquesta i Malik Kafur la va ocupar junt amb Raichur en la seva expedició contra els kakatiyes, però no se sap si els musulmans la van retenir gaire temps. Quan els bahmànides es van establir a Gulbarga, Mudgal formà part sota el fundador Ala al-Din Hasan Bahman Shah (1347-1358) de la província (tarafa) de Ahsanabad-Gulbarga (junt amb Raichur), però després va canviar sovint de mans i fou disputada per Vijayanagar que la va ocupar sota Bukka I, sent perduda el 1366 en la guerra contra els bahmànides en la que aquestos van utilitzar per primer cop els canons. Llavors les defenses de la fortalesa foren adaptades als atacs artillers. Sota Devaraja I (1406) es va reprendre la lluita ("Guerra de la Filla de l'Orfebre", per una noia jove que volia el raja) i els bahmànides en van sortir triomfants i Devaraja va haver de pagar una indemnització, donar la seva filla en matrimoni a Tadj al-Din Firuz Shah (1397-1422), i cedir com a dot la fortalesa de Bankapur a l'oest del doab. Però les lluites van continuar més tard i Devaraja II va reconquerir Mudgal el 1442/1443, si bé la perdre un temps després. La pèrdua de poder dels bahmànides sota Shihab al-Din Mahmud (1482-1518) va donar pas al domini adilshàhida a Mudgal, que va conservar el fort tot i els atacs de Vijayanagar. La posició musulmana no va quedar assegurada fins al 1565 quan els sultanats aliats, van esclafar a l'exèrcit hindú a Talikota; després ja va perdre el seu paper estratègic. Va restar sota els adilshàhides del sultanat de Bijapur fins a la conquesta mogol el 1686.